# Sonderbriefmarken Reunite Parthenon
Reunite Parthenon ist eine Sonderbriefmarkenserie, die am 19. Mai 2022 von der griechischen Post ELTA mit Unterstützung des griechischen Kulturministeriums und des Akropolismuseums herausgegeben wurde und aus vier Briefmarken mit dem Portowert 1 Euro besteht. Alle Briefmarken zeigen ein Fragment des Athener Parthenons, das aus dem Tempel entfernt wurde und heute außerhalb Griechenlands ausgestellt wird. Die Serie soll auf die Forderung Griechenlands nach Rückgabe der Fragmente aufmerksam machen.

## Hintergrund
Anfang des 19. Jahrhunderts, als Griechenland noch zum Osmanischen Reich gehörte, wurden Skulpturen und Friese des Athener Parthenon, des berühmtesten Bauwerks der Akropolis, entfernt und außer Landes gebracht. Besonders viele Teile des Kunstwerks wurden von dem englischen Lord Elgin aus dem Gesamtkunstwerk herausgebrochen und nach England verschifft, 56 von 96 Platten des kostbaren Frieses befinden sich seitdem in Großbritannien. Lord Elgin verkaufte die Artefakte an das British Museum, wo die sogenannten Elgin Marbles in einem der größten Räume bis heute ausgestellt werden (Stand 2023).
Griechenland erhebt schon lange die Forderung, alle Teile des weltbekannten Athener Kunstwerks und UNESCO-Welterbes an seinen Ursprungsort zurückzuführen. Melina Mercouri machte in ihrer Funktion als Kulturministerin die Restitutionsforderungen in den 1980er Jahren auch international bekannt. Aus Heidelberg, von der Antikensammlung der Universität Heidelberg, kam 2006 das erste restituierte Bruchstück, ein 8 × 11 cm großer Fuß, zurück nach Athen. Es folgte im Juni 2022 das sizilianische Museo Archeologico Regionale Antonino Salinas (Archäologische Museum Salinas) Palermo mit der Rückgabe des in seinem Besitz befindlichen Fagan-Fragments an Athen. Der Reliefteil aus dem Ostfries des Parthenon ist seitdem im Akropolismuseum zu besichtigen. 2023 folgten die Vatikanischen Museen. Sie schenkten auf Anordnung von Papst Franziskus dem griechisch-orthodoxen Erzbischof von Athen Hieronymus weitere Teile des Parthenonfrieses, auch um die Verbundenheit beider Kirchen zu unterstreichen.
Kurz vor der Herausgabe der Briefmarken kündigte das UNESCO’s Intergovernmental Committee for Promoting the Return of Cultural Property to its Countries of Origin or its Restitution in Case of Illicit Appropriation (ICPRCP) (zwischenstaatliche Komitee der UNESCO zur Förderung der Rückgabe von Kulturgut an seine Herkunftsländer oder seiner Rückerstattung im Falle einer illegalen Aneignung) an, dass die Kulturminister Griechenlands und Großbritanniens Gespräche über eine mögliche Einigung bezüglich der Restitution aufnehmen würden. Während Großbritannien der Meinung ist, seinerzeit die Parthenon-Teile legal erworben zu haben, besteht Griechenland darauf, dass es sich um Diebstahl gehandelt habe und die Elgin Marbles deshalb „Diebesgut“ seien.
Um der griechischen Forderung Gehör zu verschaffen, entschloss sich das Kulturministerium in Zusammenarbeit mit dem Akropolismuseum und der Hellenischen Post ELTA die Sondermarken zu gestalten und herauszugeben. Polychronis Griveas, Vertreter der griechischen Postdirektion, sagte dazu: „Reunite Parthenon: this is the message we are sending to the whole world. Our goal is to bolster the demand for reunification, to take it to every corner of the globe, and to strengthen the universal vision that must become a reality.“ (Wiedervereinigung des Parthenon: Das ist die Nachricht, die wir in die ganze Welt hinaus senden. Unser Ziel ist es, die Forderung nach einer Wiedervereinigung zu intensivieren, sie in jeden Winkel der Welt zu tragen und diese universelle Vision zu stärken, die Wirklichkeit werden muss.).
Für die Reunite-Parthenon-Sondermarken wurde auch eine eigene zweisprachige Website mit Informationen zu den Briefmarken eingerichtet.

## Aussehen

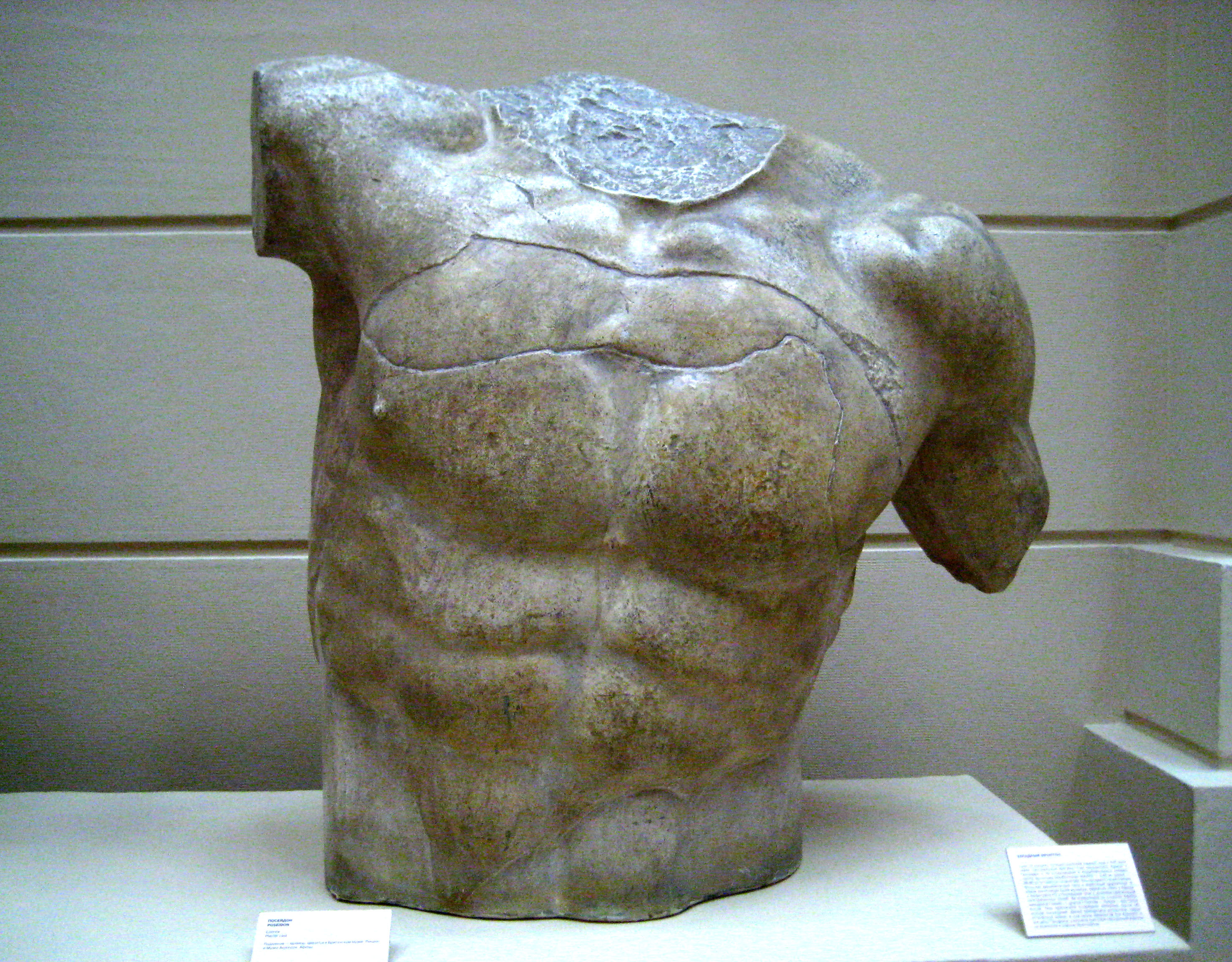
Torso des Poseidons (Westgiebel, Parthenon) Gipsabdruck

Die Sonderbriefmarkenserie besteht aus vier Briefmarken. Jede ist durch eine Perforation in zwei Teile geteilt. Links, im schmaleren Teil der Marke (1,3 cm × 4 cm), stehen senkrecht die englischen Worte „Reunite Parthenon“ (Wiedervereinigt den Parthenon), der Aufruf zur Rückgabe an das Athener Akropolismuseum, und direkt unter dem Aufruf ist das Museumslogo abgebildet. Auf dem rechten, größeren Teil jeder Briefmarke (2,6 cm × 4 cm) wird ein aus dem Athener Parthenon entferntes Fragment gezeigt, das sich nicht in Griechenland befindet. Bei den vier Abbildungen auf den Marken handelt es sich um den Torso der Poseidon-Skulptur vom Westgiebel, ein Stück des Nordfrieses Block 27, ein Stück des Ostfrieses Block 6 und ein Teil der Süd-Metope 9. Die Briefmarken haben Beige- und Brauntöne, ihre Beschriftung ist hellbraun, grau und golden. Sie sind selbstklebend.

## Vertrieb
Die griechische Post vertreibt die Sonderbriefmarken als Set jeweils mit einem bedruckten Umschlag des Markenmotivs und Stempel des Erstausgabetags sowie mit einem Briefmarkenlesezeichen. Die Briefmarken werden seit ihrem Erscheinen auch an den griechischen Poststellen zum Frankieren von Briefen und im Online-Shop verkauft. Pro Marke sollen 250.000 Stück von der Druckerei Veridos Matsoukis S.A. gedruckt werden.

## Rezeption
Die Herausgabe der Briefmarkenserie wurde von der Presse als „Kulturdiplomatie“ charakterisiert, „mit dem Ziel, die Bitte um die Wiedervereinigung der Parthenon-Skulpturen um die Welt zu bringen“.